# Emmerich (Vorname)
Emmerich ist ein männlicher Vorname.

## Herkunft und Bedeutung
Bei Emmerich handelt es sich um einen germanischen Namen, der sich aus zwei Elementen zusammensetzt. Beim zweiten Element handelt es sich um urgermanisch *rīks „König, Herrscher“. Insgesamt kann der moderne Name auf mindestens drei Namen zurückgehen, wobei der erste Namensteil jeweils auf verschiedene Begriffe verweist.
- So etwa auf urgermanisches *amalą „Arbeit, Anstrengung, Mühe“[5] und den unverschliffenen Namen Amalrich (wovon auch Amerigo).
- Daneben wird eine Herleitung von *ermanaz „groß, stark, allumfassend“[6] und den Namen Ermanarich diskutiert.
- Zum dritten könnte der Name auch von einem urgermanischen Namen *Haimarīks (Heimrich, siehe auch Heinrich)[2][3] abstammen und folglich als erstes Glied *haimaz „Heim, Haus, Siedlung“[7] besitzen.
- Nach anderen kommt auch *amra „schrecklich“ als erstes Element in Frage.[8]

## Varianten

### Männliche Varianten
- Englisch: Emery, Amery, Emory
- Französisch: Émeric
- Italienisch: Amerigo
- Niederländisch: Emmerik
- Norwegisch: Emrik
- Portugiesisch: Américo
- Schwedisch: Emrik
- Slowakisch: Imrich
- Spanisch: Américo
- Ungarisch: Imre

### Weibliche Varianten
- Englisch: Emerie
- Portugiesisch: América
- Slowakisch: Imriška
- Spanisch: América

## Namenstag
Der Namenstag von Emmerich wird nach Emmerich von Ungarn am 5. November oder 2. September gefeiert.

## Namensträger

### Emmerich
Mittelalter
- Emmerich (um 1000/1007–1031), ungarischer Prinz aus dem Haus der Arpaden, Heiliger
- Emmerich (Ungarn) (1174–1204), aus dem Geschlecht der Arpaden, ab 1196 König von Ungarn und Kroatien
- Emmerich von Schöneck († 1318), Bischof von Worms

Neuzeit
- Emmerich Arleth (1900–1965), österreichischer Schauspieler und Interpret von Wienerliedern
- Emmerich Joseph von Breidbach zu Bürresheim (1707–1774), seit 1763 Kurfürst und Erzbischof von Mainz und seit 1768 Fürstbischof von Worms
- Emmerich Christovich (1711–1798), ungarischer Geistlicher, Bischof des Bistums Csanád (1777–1798)
- Emmerich Däger (1698–1757), Kapuziner-Pater,  Schriftsteller und Übersetzer geistlicher Werke
- Emmerich Joseph von Dalberg (1773–1833), zunächst badischer, später französischer Diplomat und Politiker
- Emmerich Danzer (* 1944), österreichischer Eiskunstläufer
- Emmerich Ebenführer (1857–1937), österreichischer Lehrer und Heimatforscher
- Emmerich Fünkler († 1643), katholischer Priester, Benediktiner und Abt der Klöster St. Marien in Stade sowie St. Januarius in Murrhardt
- Emmerich Hanus (1879–1956), österreichischer Filmregisseur, Schauspieler, Drehbuchautor und Filmproduzent
- Emmerich Joseph Otto von Hettersdorf (1766–1830), Domherr, Kammerherr und Komponist
- Emmerich Kálmán (1882–1953 in Paris), ungarischer Komponist
- Emmerich Kerle (1916–2010), österreichischer Bildhauer und Kunsterzieher
- Emmerich Menyhay (1931–2018), österreichisch-ungarischer Wirtschaftswissenschaftler, Pädagoge und Soziologe
- Emmerich von Moers (1825–1889), deutscher Verwaltungsjurist und Beamter
- Emmerich Nagy (General) (1882–1965), österreichisch-deutscher General
- Emmerich Nagy (Rennfahrer) (1904–1929), österreichischer Motorradrennfahrer
- Emmerich Pressburger (1902–1988), ungarisch-britischer Drehbuchautor, Filmregisseur und Filmproduzent
- Emmerich Rath (1883–1962), deutsch-böhmischer Allround-Sportler
- Emmerich Schrenk (1915–1988), österreichischer Schauspieler
- Emmerich Smola (1922–2011), deutscher Dirigent
- Emmerich Tálos (* 1944), österreichischer Politikwissenschafter
- Emmerich Thököly (1657–1705), ungarischer Staatsmann, Anführer eines Aufstands gegen die habsburgische Herrschaft und Fürst von Siebenbürgen
- Emmerich Weissenberger (* 1966), österreichischer Künstler
- Emmerich Zensch (1919–2017), österreichischer Seniorensportler

### Emerich
- Emerich Ambros (1896–1933), ungarisch-deutscher Antifaschist
- Emerich Coreth (1919–2006), österreichischer katholischer Theologe und Philosoph
- Emerich Dembrovszki (* 1945), rumänischer Fußballspieler und Fußballtrainer
- Emerich K. Francis, (1906–1994), österreichisch-amerikanischer Soziologe
- Emerich Jenei (* 1937), ungarischer Fußballspieler, -trainer und -funktionär
- Emerich Ranzoni (1823–1898), österreichischer Kunsthistoriker, Schriftsteller und Schauspieler
- Emerich Robert (1847–1899), österreichischer Schauspieler, Sänger (Tenor) und Regisseur ungarischer Herkunft
- Emerich Sinelli (1622–1685), österreichischer Kapuziner und Bischof von Wien
- Emerich von Stadion (1838–1901), österreichischer Schriftsteller
- Emerich Vogl (1905–1971), rumänischer Fußballspieler und -trainer